# 忍者龜 (1987年電視動畫)
《忍者神龟》是部改編自原著漫畫《忍者神龟》的美國動畫，播映於1987年至1996年間，全數193集，為《忍者神龟》動畫的「最初」電視動畫版本。台灣中視於1990年引進，以國語配音播出。中国大陆于1991年播出，广东電視臺（又稱广东话剧团配音版）、深圳電視臺、北京電視臺曾顺次引进譯制，大約共一百二十集；大約在2000年后，廣東東和興影音有限公司（因與辽宁人民艺术剧院电视制作中心合作，所以又稱遼藝版）重新译制完整的127集，由遼寧藝術文化音像出版社出版發行。
其继任动画（非续作）为15年后的《忍者神龟 (2003年电视动画)》。

## 主要人物
- （Master Splinter）（台灣配音：雷威遠；香港TVB配音：周鸞）

受到輻射而由人類變為老鼠，住在下水道，是忍者龜們的師父。
- （Leonardo），昵稱李奧（Leo）（台灣配音：康殿宏；香港TVB配音：張炳強）

佩戴藍色眼帶，四隻烏龜的領袖，武器是雙刀。以判斷力高聞名。
- （Raphael），昵稱拉斐（Raph）（台灣配音：周寧；香港TVB配音：盧國權；香港有線配音：鄺樹培）

佩戴紅色眼帶，駕駛交通工具「烏龜車」，武器是雙叉。個性略帶衝動。
- [1]（Donatello），昵稱多尼（Don）（台灣配音：趙明哲；香港TVB配音：梁耀昌）

佩戴紫色眼帶，忍者龜中的智多星，也是科學家。武器是長棍。
- （Michaelangelo），昵稱米琪（Mikey）（台灣配音：官志宏；香港TVB配音：黃健強）

佩戴橙黃色眼帶，忍者龜中的開心果，武器是雙截棍。也是優秀的比薩餅廚師。
- （April O'Neil）（香港TVB配音：黃麗芳）

第六頻道電視台新聞部的當家記者，忍者龜的好朋友，常是情報的來源或被挾持的人質。
- （Casey Jones）

- 柴克（Zach）

- 櫻花（Lotus Blossom）

- 龐克蛙（The Punk Frogs）

- 匈奴王（Attila the Frog）
- 成吉思汗（Genghis Frog）
- 拿破崙（Napoleon Bonafrog）
- 凱薩（Rasputin the Mad Frog）

- 中子人（Neutrinos）
- 湯普生（Burne Thompson）

第六頻道電視台的經營者。
- （Irma Langinstein）

艾波的同事，個性迷糊少條筋。
- （Vernon Fenwick）

艾波的同事，身材細瘦的男生，梳著油頭，私底下常與愛波為了主播一職而競爭。

### 反派
- 《電子圓宮（Technodrome）》

- 克朗（Krang）

反派的幕後黑手，是粉紅色的大腦怪物，沒有身軀，只能駕著人形機器人
- 塔格將軍（General Traag）

克朗的直屬部隊之首領。
- 岩石部隊（Rock Soldiers）

塔格將軍所指揮的部隊。
- （Shredder）

本名 （Oroku Saki），腳族（Foot Clan）忍者的領袖，穿著盔甲戴著面具，脫下盔甲是個黑人，個性機警奸詐。
- （Bebop）

戴著眼鏡的變種疣豬，頭腦簡單四肢發達，和洛克史迪是雙人組。
- （Rocksteady）

強壯的變種犀牛，同樣是頭腦簡單四肢發達，和比巴是雙人組。
- （Foot Soldiers）

為克朗一夥最低階層的機器人部隊。
- 貝克博士（Dr. Baxter Stockman）

- （Mouser）

貝克所研發的捕鼠機械人。
- （The Rat King）
- （Leatherhead）
- 史拉許（Slash）
- 咕咕（Toka）
- 嚕嚕（Razar）

### 其他
- 宮本兔（Usagi Yojimbo）
- 大麥克戰士（M.A.C.C.）

## 遊戲
※以下僅列出以1987年動畫版本為基礎改編之遊戲

### 大型電玩
- (Teenage Mutant Ninja Turtles)
- 超級忍者龜[4](Teenage Mutant Ninja Turtles - Turtles in Time)

PS3與XBOX360平台於2009年發行HD化重製版『TMNT：Turtles in Time Re-shelled』

### 紅白機
- 激龜忍者傳

由於本遊戲在日本發行時，在當地還並未引進尚無知名度，發行商KONAMI便自行另加命名更為醒目的標題，以求能夠助長遊戲暢銷。而在歐美則直接沿用原名《忍者龜》（Teenage Mutant Ninja Turtles)。
- (Teenage Mutant Ninja Turtles)

移植自街機的橫向過關遊戲。美版被設定為激龜忍者傳的續作，稱為《忍者龜II：街機版》（Teenage Mutant Ninja Turtles II: The Arcade Game）。
- 忍者龜2：曼哈頓計劃(Teenage Mutant Ninja Turtles 2: The Manhattan Project)

從前代的基礎上全部角色增加各自的必殺技，遊戲較前作有更高遊戲性。美版則為3代。
- 忍者龜快打(Teenage Mutant Ninja Turtles: Tournament Fighters)

格鬥遊戲，和SFC版的同名遊戲相比角色被減少，招式也單一化。

### Game Boy
- 忍者龜(Teenage Mutant Ninja Turtles: Fall of the Foot Clan)
- 忍者龜2(Teenage Mutant Ninja Turtles 2: Back from the Sewers)
- 忍者龜3：危機一髮(Teenage Mutant Ninja Turtles 3: Radical Rescue)

### 超任
- 超級忍者龜[4](Teenage Mutant Ninja Turtles - Turtles in Time)
- 超級忍者龜2(Teenage Mutant Ninja Turtles - Tournament Fighters)

### 世嘉
- 忍者龜[5](Teenage Mutant Ninja Turtles: The Hyperstone Heist)
- 忍者龜比武大會[6](Teenage Mutant Ninja Turtles: Tournament Fighters)